# George Sidney
George Sidney (ur. 4 października 1916 w Nowym Jorku, zm. 5 maja 2002 w Las Vegas) – amerykański reżyser i producent filmowy, który pracował głównie w Metro-Goldwyn-Mayer. Laureat Złotego Globu 1958 w kategorii najlepsza światowa rozrywka dzięki filmom muzycznym.
W 1960 otrzymał własną gwiazdę w Alei Gwiazd w Los Angeles znajdującą się przy 6303 Hollywood Boulevard.

## Życiorys
Urodził się w rodzinie show-biznesu; jego ojciec, Louis Kronowitz Sidney, był producentem na  Broadwayu, a matka, Hazael Mooney Sidney, aktorką teatralną. Był aktorem dziecięcym w wodewilu i rozpoczął karierę filmową w MGM na początku lat 30. jako praktykant w kilku zawodach. Sidney wkrótce nauczył się sztuki montażu w MGM, gdzie pracował u boku początkującego twórcy filmowego Freda Zinnemanna, który później wyreżyserował Stąd do wieczności (1953) i Oklahomę! (1955).
Zadebiutował w Free and Easy i został reżyserem musicalu. Był prezesem Directors Guild of America. W 1944 założył i sfinansował produkcje Hanna-Barbera. Wśród jego filmów są: Ślicznotki w kąpieli (1944), Podnieść kotwicę (1945), Trzej muszkieterowie (1948), Rekord Annie (1950), Statek komediantów (1951), Pocałuj mnie, Kasiu (1953), Kumpel Joey (1957) i Miłość w Las Vegas (1964).

## Filmografia
| Rok  | Tytuł                | Reżyser | Producent |
| ---- | -------------------- | ------- | --------- |
| 1944 | Ślicznotki w kąpieli | T       |           |
| 1945 | Podnieść kotwicę     | T       |           |
| 1945 | Rewia na Broadwayu   | T       |           |
| 1946 | Dziewczęta Harveya   | T       |           |
| 1948 | Trzej muszkieterowie | T       |           |
| 1950 | Key to the City      | T       |           |
| 1950 | Rekord Annie         | T       |           |
| 1951 | Statek komediantów   | T       |           |
| 1952 | Scaramouche          | T       |           |
| 1953 | Pocałuj mnie, Kasiu  | T       |           |
| 1957 | Jeanne Eagels        | T       | T         |
| 1957 | Kumpel Joey          | T       |           |
| 1960 | Pepe                 | T       | T         |
| 1964 | Miłość w Las Vegas   | T       | T         |
| 1967 | Half a Sixpence      | T       | T         |